# Houvegnez
Houvegnez  (en wallon : Houvegné) est un hameau belge faisant partie de la commune et ville de Stavelot, dans la province de Liège en Région wallonne.
Avant la fusion des communes de 1977, Houvegnez faisait partie déjà de la commune de Stavelot.  

## Situation
Ce hameau ardennais se trouve au sommet du versant occidental dominant la vallée du Rechterbach. La dizaine d'habitations sont implantées à une altitude avoisinant les 500 m. 
Houvegnez occupe l'extrémité sud de la commune de Stavelot dont le centre ville se trouve à 10,5 km au nord-ouest. Il se situe au sud du hameau de Francheville. On accède à Houvegnez depuis Francheville par une route en cul-de-sac.

## Description et patrimoine
Entouré par d'importants espaces boisés, Houvegnez est un petit hameau rural comptant parmi ses habitations le château de Houvegnez appelé aussi château des Fagnes construit en 1913 et implanté dans un domaine de 600 ha.
La croix Henri Gascoin datant de 1853 et qui avait fait l'objet d'un vol a été remplacée par une nouvelle croix en 2012 à la suite d'une initiative citoyenne et d'une contribution financière des Houvegnétois.